# Estero Zamorano
El estero Zamorano es un curso natural de agua que nace en la confluencia del estero Antivero y el estero Rigolemo en la Región de O'Higgins y se dirige hacia el oeste hasta desembocar en el río Cachapoal.

## Trayecto
Tras la confluencia de sus formativos, el Zamorano fluye directamente hacia el oeste, bordea la ciudad de San Vicente de Tagua Tagua por el sur y poco después se dirige al norte hasta desembocar en el río Cachapoal. Durante su trayecto recibe aguas del estero Cucharón (un estero natural de carácter pluvial, que recibe derrames y aportes de los canales Punta y Molino de Tunca).
El estero recibe también aguas del canal Zamorano.
La zona del estero es más conocida por la laguna de Tagua Tagua que se ubica al sur del estero. La laguna es solo lo que queda de una laguna mayor que fue secada por los agricultores de la zona a mediados del siglo XIX por medio de un túnel que la conectaba al estero Zamorano. Sin embargo, la fuerza del agua en el túnel arrastró el material de las paredes y lo destruyó, quedando como un canal.

## Caudal y régimen
La subcuenca inferior del Cachapoal, desde la junta del estero Zamorano hasta la desembocadura del Cachapoal en el embalse Rapel e incluye la hoya del estero Zamorano, tiene régimen pluvio-nival, que observa una mayor influencia pluvial que nival, aunque la nival no es despreciable. Las crecidas son entre junio y julio, resultado de lluvias invernales. El período de estiaje ocurre en el trimestre enero-marzo, como consecuencia del uso intensivo de agua para el riego.: 70 

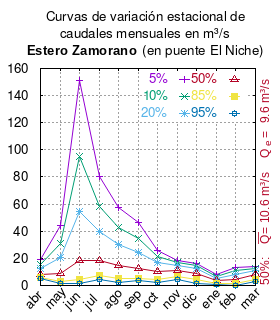
Curvas de variación estacional del estero Zamorano en el puente El Niche.

El caudal del río (en un lugar fijo) varía en el tiempo, por lo que existen varias formas de representarlo. Una de ellas son las curvas de variación estacional que, tras largos periodos de mediciones, predicen estadísticamente el caudal mínimo que lleva el río con una probabilidad dada, llamada probabilidad de excedencia. La curva de color rojo ocre (con {\displaystyle {\color {Red}\vartriangle }}) muestra los caudales mensuales con probabilidad de excedencia de un 50%. Esto quiere decir que ese mes se han medido igual cantidad de caudales mayores que caudales menores a esa cantidad. Eso es la mediana (estadística), que se denota Qe, de la serie de caudales de ese mes. La media (estadística) es el promedio matemático de los caudales de ese mes y se denota {\displaystyle {\overline {Q}}}. 
Una vez calculados para cada mes, ambos valores son calculados para todo el año y pueden ser leídos en la columna vertical al lado derecho del diagrama. El significado de la probabilidad de excedencia del 5% es que, estadísticamente, el caudal es mayor solo una vez cada 20 años, el de 10% una vez cada 10 años, el de 20% una vez cada 5 años, el de 85% quince veces cada 16 años y la de 95% diecisiete veces cada 18 años. Dicho de otra forma, el 5% es el caudal de años extremadamente lluviosos, el 95% es el caudal de años extremadamente secos. De la estación de las crecidas puede deducirse si el caudal depende de las lluvias (mayo-julio) o del derretimiento de las nieves (septiembre-enero).

## Historia
Francisco Solano Asta-Buruaga y Cienfuegos escribió en 1899 en su obra póstuma Diccionario Geográfico de la República de Chile sobre el río:
Zamorano (Riachuelo de).-—El de Talcarehue después de entrar en el departamento de Caupolicán durante su curso inferior por las comarcas de San Vicente, Pencahue de Taguatagua, &c.